# Christa Meves
Christa Meves (rođena kao Christa Mittelstaedt, Neumünster, Schleswig-Holstein, 4. ožujka 1925.) njemačka je psihoterapeutkinja i spisateljica.

## Životopis

### Mladost i obrazovanje
Christa Meves rođena je kao drugo od dvoje djece 1925. godine u Neumünsteru u Schleswig-Holsteinu. Otac joj je radio kao nastavnik likovne kulture. U rodnom mjestu 1943. godine završila je srednju školu. Nakon Drugog svjetskog rata studira filozofiju u Breslauu, a kasnije njemački jezik i književnost i geografiju u Kielu.

### Psihoterapeutski i spisateljski rad
Za vrijeme studija upoznaje oftalmologa Haralda Mevesa za kojeg se 1946. godine udaje. U Hamburgu nastavlja studij psihologije i pedagogije koji završava 1949. godine. U Hannoveru i Göttingenu specijalizira analitičku psihoterapiju djece i mladeži. Godine 1960. otvorila je privatnu psihoterapeutsku ordinaciju u Uelzenu u Donjoj Saskoj.
Godine 1969. objavila je prvu knjigu, a tijekom godina napisala i objavila više od stotinu knjiga koje su prevedene na desetak jezika, te održala više tisuća predavanja u zemljama njemačkog govornog područja. Od 1978. do 2006. godine bila je suurednica tjednika Rheinischer Merkur, a piše i za katoličke novine Die Tagespost. Za svoj rad dobila je desetak priznanja i nagrada. Meves je 1987. godine prešla iz Evangeličke u Katoličku Crkvu.

## Djela
Knjige Christe Meves prevedene na hrvatski jezik
- Ljubiti - što je to? (Lieben, was ist das?: Ein Grenzgespräch zwischen Biologie und Psychologie, 1970.)
- Manipulirana neumjerenost: psihičke opasnosti u tehniziranom svijetu (Manipulierte Masslosigkeit: Psychologishe Gefahren im technisierten Leben, 1971.)
- Pripovijedati i odgajati: bajke i dječja psiha (Erziehen und erzählen: Über Kinder und Märchen, 1971.)
- Između želja i stvarnosti: o životnim stranputicama i iluzijama (Wunschtraum und Wirklichkeit: Lernen an Irrwegen und Illusionen, 1972.)
- Biblija nam odgovara u slikama: dubinskopsihološka tumačenja teksta u odnosu na životna pitanja danas (Die Bibel antwortet uns in Bildern: tiefenpsychologische Textdeutungen im Hinblick auf Lebensfragen heute, 1973.)[1]
- Bračna abeceda (Ehe - Alphabet, 1973.)
- Sudbina djece u našim rukama: iskustva iz psihagoške prakse (Kinderschicksal in unserer Hand: Erfahrungen aus der psychagogischen Praxis, 1974.)
- Želim živjeti: pisma Martini: problemi mladenačke dobi (Ich will leben: Briefe an Martina: Probleme des Jugendalters, 1974.)
- Naš život se mora izmijeniti: sreća u duševnom zdravlju (Unser Leben muss anders werden: Gluck durch seelische Gesundheit, 1976.)
- Odgovorite odmah! (Antworten Sie gleich!: Lebenshilfe in Briefen, 1977.)
- Imam problem: životna pitanja mladih ljudi (Ich habe ein Problem: Lebensfragen junger Menschen, 1978.)[2]
- Duševno zdravlje i biblijsko spasenje (Seelische Gesundheit und Biblisches Heil, 1979.)
- Mali vodič za psihoterapeute: osnovna pravila za susret s onima koji traže savjet i pomoć (Kleines ABC für Seelenhelfer, 1980.)
- Naša djeca odrastaju: kako im možemo pomoći, (Unsere Kinder wachsen heran, 1981.)[3]
- Želim se promijeniti: povijest jednog ozdravljenja (Ich will mich ändern: Geschichte einer Genesung, 1981.)
- Djeci s problemima treba pomoći: ABC o smetnjama u ponašanju - za roditelje (Problemkinder brauchen Hilfe, 1982.)
- Abeceda za bake i djedove: što moramo znati da bismo bili sretni sa svojom djecom i unučadi (Das Grosseltern-ABC: was man wissen muss, um mit Kindern und Enkeln glücklich zu werden, 1983.)[4]
- Kamo idemo?: orijentacione točke (Wohin gehen wir?: Orientierungspunkte, 1984.)
- Učiti iz osobne prošlosti: o masovnoj nevolji duševnih bolesti koje se mogu izbjeći (Aus Vorgeschichten lernen: vom Massenelend vermeidbarer seelischer Erkrankungen, 1985.)
- Sretan je tko živi drukčije: vitamini protiv duha vremena (Glücklich ist, wer anders lebt: Vitamine gegen den Zeitgeist, 1989.)
- Abeceda za roditelje: elementi kršćanskog odgoja (Eltern-ABC: Elemente einer christlichen Erziehung, 1990.)[5]
- Biblija pomaže u liječenju: moja iskustva s ljudima koji trpe (Die Bibel hilft heilen: meine Erfahrungen mit leidenden Menschen, 1992.)[6]
- Seksualni odgoj primjeren djeci: stanje i novi početak (Kindgerechte Sexualerziehung: Bilanz und Neuanfang, 1992.)[7]

## Vanjske poveznice
Mrežna mjesta
- Christa Meves, službene stranice (njem.)
- ElternColleg-Christa Meves (ECCM) (njem.)